# Nagy Dániel (labdarúgó, 1991)
Nagy Dániel (Gödöllő, 1991. március 15. –) magyar válogatott labdarúgó.

## Pályafutása

### Klubcsapatokban

#### Fiatal évei
Ötévesen kezdett el futballozni a Gödöllői Góliátnál, majd tizenkét évesen a Goldballhoz került, innen az Újpesthez került, majd az Aston Villa csapatánál járt próbajátékon, ahol megfelelt, de időközben a klubnál tulajdonosváltás történt, és megszakadt a kapcsolat az klubbal.
2007-ben a Hamburger SV akadémiájára igazolt. A 2007/2008-as bajnoki szezonban az U19-es és az U17-es csapatban is szerepelt, utóbbi csapatban 8 gólig jutott a szezon során. 2008-ban súlyos sérülést szenvedett, de így is sikerült a második csapatban 6 bajnoki mérkőzésen pályára lépnie. A 2010/2011-es szezonban a Hamburger II-ben 28 bajnokin lépett pályára és az utolsó két mérkőzésén 3 gólt szerzett. A következő szezonban 32 bajnokin lépett pályára és ezeken 5 gólt szerzett.

#### Hamburger SV
2010-ben profi szerződést kötött a klubbal, 2013-ig írt alá. 2011 júliusában a HSV első csapatában egy alacsonyabb osztályú ligaválogatott ellen játszott tesztmérkőzésen gólt szerzett, a  mérkőzés 9-0 lett.

#### VfL Osnabrück
2012. június 22-én jelentették be, hogy két évre a német harmadosztályba szereplő VfL Osnabrück együttesébe igazol. 2012. július 21-én debütált a bajnokságban a Borussia Dortmund II ellen. A következő mérkőzésen már az 5. percben sárga lapot kapott szabálytalanság miatt, majd gólpasszt adott Paul Thomiknak az 1. FC Saarbrücken ellen. A Kickers Offenbach ellen ismét gólpasszt adott Timo Staffeldt-nek, aki az első gólt szerezte a 2-0-ra megnyert hazai mérkőzésen. Az SpVgg Unterhaching ellen hazai pályán 3-0-ra megnyert mérkőzésen ismét gólpasszt jegyzett. A Chemnitzer FC ellen kiharcolt egy tizenegyest, amit csapattársa kihagyott, majd csapata első, valamint saját maga első gólját szerezte meg. November 3-án a VfB Stuttgart második csapata ellen volt eredményes a 60. percben, ezzel kialakítva a 2-1-es győzelmet csapatának. A szezon során az utolsó gólját a Stuttgarter Kickers csapata ellen szerezte meg.
A 2013–14-es szezon elején a 32-es számról a 10-esre változtatta csapata a mezét.

#### Ferencvárosi TC
A következő szezonban hazaigazolt, elfogadva a Ferencvárosi TC, és Thomas Doll ajánlatát. Mindössze 11 bajnoki mérkőzésen jutott szóhoz, és bár kupagyőztes lett, a bajnokságot pedig a második helyen zárták, a kevés játéklehetőség miatt ismét Németországba, a harmadik ligás Würzburger Kickers csapatához igazolt.

#### Újpest FC
2017. június 17-én az Újpest FC-hez írt alá.

### A válogatottban
Az U17-es válogatottban felkészülési tornákon már szerepelt. 2009-ben az U21-esek közt edzett, csakhogy a Hamburg miatt nem lépett pályára, mert nemcsak a Ligakupában, hanem a csapat hétvégi hollandiai túráján is számítanának rá a németek. 2011. augusztus 11-én debütált az U21-es válogatottban Walesi U21 ellen. Bernd Storck szövetségi kapitánytól meghívót kapott a 2017. augusztus 31-i Lettország és a szeptember 3-i Portugália elleni mérkőzésekre készülő válogatott keretébe.

## Statisztika

### Klubcsapatokban
| Teljesítmény klubjában | Teljesítmény klubjában | Teljesítmény klubjában | Bajnokság | Bajnokság | Kupa        | Kupa        | Nemzetközi | Nemzetközi | Összesen | Összesen |
| Szezon                 | Klub                   | Bajnokság              | Mérk.     | Gól       | Mérk.       | Gól         | Mérk.      | Gól        | Mérk.    | Gól      |
| Németország            | Németország            | Németország            | Bajnokság | Bajnokság | DFB-Pokal   | DFB-Pokal   | Európa     | Európa     | Összesen | Összesen |
| ---------------------- | ---------------------- | ---------------------- | --------- | --------- | ----------- | ----------- | ---------- | ---------- | -------- | -------- |
| 2010–11                | Hamburger SV           | Bundesliga             | 0         | 0         | 0           | 0           | 0          | 0          | 0        | 0        |
| 2011–12                | Hamburger SV           | Bundesliga             | 0         | 0         | 0           | 0           | 0          | 0          | 0        | 0        |
| 2012–13                | VfL Osnabrück          | 3.Liga                 | 33        | 3         | 0           | 0           | -          | -          | 33       | 3        |
| 2013–14                | VfL Osnabrück          | 3.Liga                 | 32        | 3         | 3           | 2           | -          | -          | 35       | 5        |
| Magyarország           | Magyarország           | Magyarország           | Bajnokság | Bajnokság | Magyar Kupa | Magyar Kupa | Európa     | Európa     | Összesen | Összesen |
| 2014–15                | Ferencvárosi TC        | NB 1.                  | 11        | 0         | 4           | 0           | 2          | 0          | 17       | 0        |
| Karrierje összesen     | Karrierje összesen     | Karrierje összesen     | 76        | 6         | 7           | 2           | 2          | 0          | 86       | 8        |

### A válogatottban
2017. november 14-én frissítve
| Magyarország | Magyarország    | Magyarország |
| Év           | Pályára lépések | Gólok        |
| ------------ | --------------- | ------------ |
| 2017         | 2               | 0            |
| Összesen     | 2               | 0            |

### Mérkőzései a válogatottban
| Magyarország | Magyarország       | Magyarország             | Magyarország | Magyarország | Magyarország | Magyarország | Magyarország | Magyarország |
| #            | Dátum              | Helyszín                 | Hazai        | Eredmény     | Vendég       | Kiírás       | Gólok        | Esemény      |
| ------------ | ------------------ | ------------------------ | ------------ | ------------ | ------------ | ------------ | ------------ | ------------ |
| 1.           | 2017. október 10.  | Budapest, Groupama Aréna | Magyarország | 1 – 0        | Feröer       | vb-selejtező | -            | 66'          |
| 2.           | 2017. november 14. | Budapest, Groupama Aréna | Magyarország | 1 – 0        | Costa Rica   | barátságos   | -            | 76'          |
|              | Összesen           |                          |              | 2            | mérkőzés     |              | 0            | gól          |

## Sikerei, díjai
Ferencvárosi TC
- Magyar kupa-győztes: 2015
- Magyar ligakupa-győztes: 2015

 Mezőkövesd
- Magyar Kupa ezüstérmes: 2020